# هری چاپلو
هری چاپلو (انگلیسی: Harry Chapelhow؛ ۶ مارس ۱۸۸۵ – ۱۹۶۰ (۷۴−۷۵ سال)) بازیکن فوتبال بود.
از باشگاه‌هایی که در آن بازی کرده‌است می‌توان به باشگاه فوتبال چورلی اشاره کرد.

## زندگی شخصی
در نوامبر 1915، در طول جنگ جهانی اول، پاپلو در توپخانه پادگان سلطنتی نام نویسی کرد. او در آوریل 1918 دچار گاز گرفتگی شد و در بیمارستان جنگی کرودون بستری شد.